# Erlachskirchen

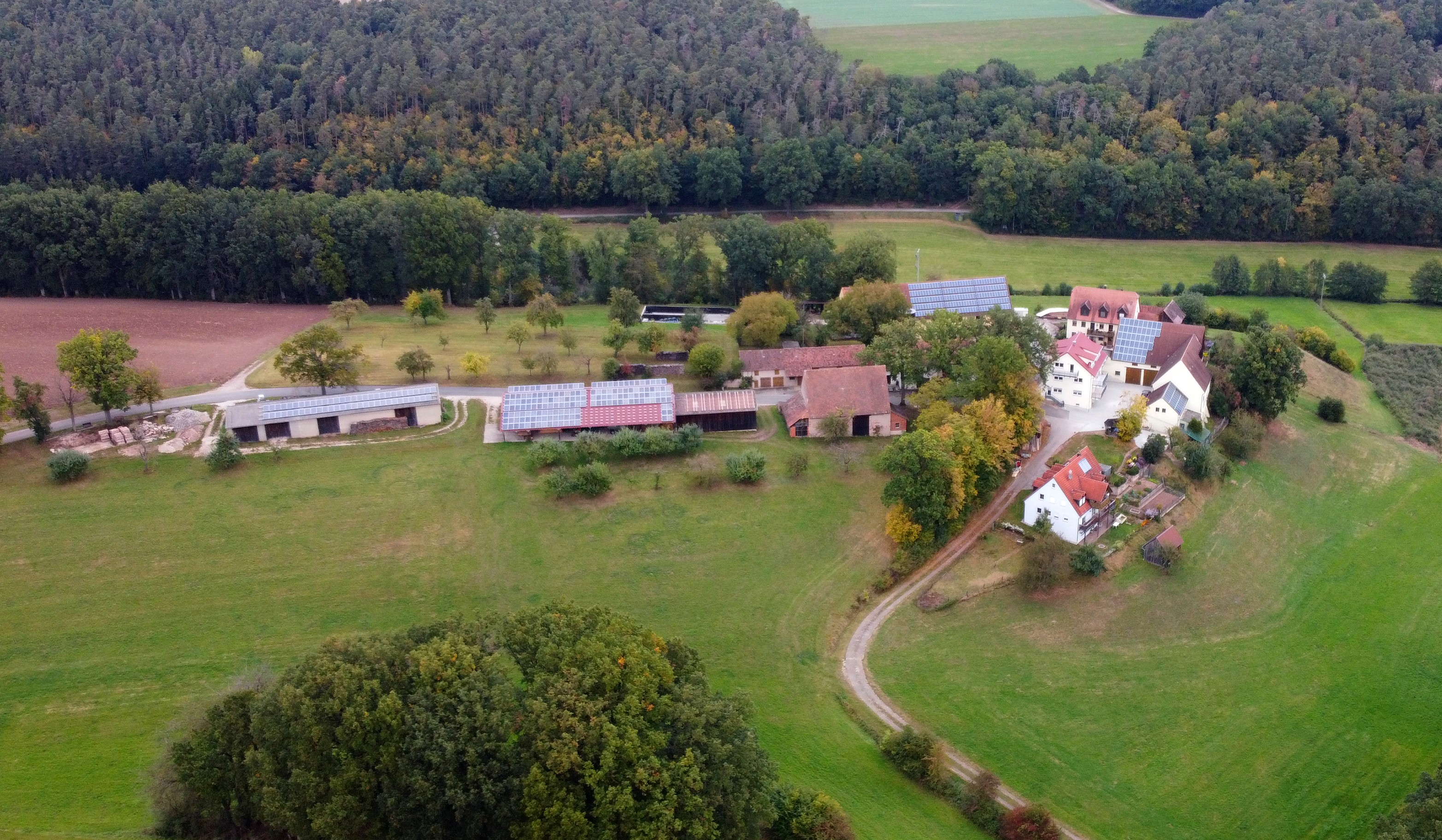
Luftbild von Erlachskirchen

Erlachskirchen (fränkisch: Eleas-kirchn) ist ein Gemeindeteil der Stadt Langenzenn im Landkreis Fürth (Mittelfranken, Bayern). Erlachskirchen liegt in der Gemarkung Laubendorf.

## Geographie
Der Weiler liegt an der Erlach (im Unterlauf Fembach genannt), einem linken Zufluss der Zenn. Im Süden grenzt das Flurgebiet Langlänge an, im Westen das Mauerfeld. 0,5 km südwestlich liegt das Waldgebiet Im Gemeindeholz. Ein Anliegerweg führt zu einer Gemeindeverbindungsstraße (0,3 km westlich), die unmittelbar in die Bundesstraße 8 mündet bzw. nach Langenzenn zur Kreisstraße FÜ 11 führt (3 km südöstlich).

## Geschichte
Der Ort wurde 1414 als „Erlach“ erstmals urkundlich erwähnt, als der Nürnberger Bürger Gerhardt Zolner seinen Hof im Ort an das Kloster Langenzenn verkaufte. Der Ortsname leitet sich von einem gleichlautenden Flurnamen ab, dem das mittelhochdeutsche Wort „erla“ (=Erle) mit angehängtem Kollektivsuffix „-ach“ zugrunde liegt und demnach Erlenwald bedeutet.
Gegen Ende des 18. Jahrhunderts gab es in Erlachskirchen mit der Erlachsmühle fünf Anwesen. Das Hochgericht übte teils das brandenburg-bayreuthische Fraischvogteiamt Emskirchen-Hagenbüchach, teils das brandenburg-ansbachische Stadtvogteiamt Langenzenn aus. Die Dorf- und Gemeindeherrschaft hatte das Klosteramt Langenzenn. Grundherren waren das Klosteramt Münchaurach (1 Mühle), das Klosteramt Langenzenn (3 Viertelhöfe) und das würzburgische Verwalteramt Burgbernheim (1 Viertelhof).
Von 1797 bis 1808 unterstand der Ort dem Justiz- und Kammeramt Cadolzburg. Im Rahmen des Gemeindeedikts wurde Erlachskirchen zum Teil dem 1808 gebildeten Steuerdistrikt Laubendorf und der im selben Jahr gebildeten Ruralgemeinde Laubendorf zugeordnet. Der andere Teil wurde 1811 dem Steuerdistrikt Hagenbüchach und 1813 der Ruralgemeinde Hagenbüchach zugeordnet. Dieser wurde mit dem Zweiten Gemeindeedikt (1818) in die neu gegründete Ruralgemeinde Bräuersdorf umgemeindet und wurde 1824 schließlich an das Steuerdistrikt und Ruralgemeinde Laubendorf abgegeben.
Am 1. Juli 1972 wurde Erlachskirchen im Zuge der Gebietsreform in Bayern nach Langenzenn eingegliedert.

## Einwohnerentwicklung
| Jahr      | 001818 | 001840 | 001861 | 001871 | 001885 | 001900 | 001925 | 001950 | 001961 | 001970 | 001987 |
| Einwohner | 28 *   | 15     | 18     | 21     | 20     | 25     | 23     | 25     | 17     | 20     | 13     |
| Häuser    | 5 *    | 3      |        |        | 3      | 3      | 3      | 3      | 3      |        | 3      |
| Quelle    | [ 12 ] | [ 13 ] | [ 14 ] | [ 15 ] | [ 16 ] | [ 17 ] | [ 18 ] | [ 19 ] | [ 20 ] | [ 21 ] | [ 1 ]  |

## Religion
Der Ort ist seit der Reformation evangelisch-lutherisch geprägt und bis heute nach St. Kilian (Hagenbüchach) gepfarrt. Die Einwohner römisch-katholischer Konfession waren ursprünglich nach St. Michael (Wilhermsdorf) gepfarrt, heute ist die Pfarrei St. Marien (Langenzenn) zuständig.